# Lovro Zovko
Lovro Zovko (Zagreb, 18 maart 1981) is een voormalig Kroatische tennisser. Hij was prof sinds 1999 en voornamelijk actief in het herendubbeltennis. Zovko heeft geen ATP-toernooi gewonnen, wel heeft hij zesentwintig challengers in het dubbelspel op zijn naam staan.

## Palmares
| Legenda                       | Legenda               |
| ----------------------------- | --------------------- |
| Grand Slam                    |                       |
| Olympische Spelen             |                       |
| tot 2009                      | vanaf 2009            |
| Tennis Masters Cup            | ATP Finals            |
| ATP Masters Series            | ATP Tour Masters 1000 |
| ATP International Series Gold | ATP Tour 500          |
| ATP International Series      | ATP Tour 250          |

### Dubbelspel
| Nr.                              | Datum             | Toernooi           | Ondergrond    | Partner              | Tegenstanders in finale                | Score               | Details |
| -------------------------------- | ----------------- | ------------------ | ------------- | -------------------- | -------------------------------------- | ------------------- | ------- |
| Verloren finales herendubbel     |                   |                    |               |                      |                                        |                     |         |
| 1.                               | 17 juli 2000      | ATP Umag           | Gravel        | Ivan Ljubičić        | Albert Portas Álex López Morón         | 1-6, 6-7(2)         | Details |
| 2.                               | 16 juli 2001      | ATP Umag           | Gravel        | Ivan Ljubičić        | Sergio Roitman Andrés Schneiter        | 2-6, 5-7            | Details |
| 3.                               | 8 oktober 2007    | ATP Moskou         | Hardcourt     | Tomáš Cibulec        | Marat Safin Dmitri Toersoenov          | 4-6, 2-6            | Details |
| 4.                               | 22 oktober 2007   | ATP Lyon           | Hardcourt     | Łukasz Kubot         | Sébastien Grosjean Jo-Wilfried Tsonga  | 4-6, 3-6            | Details |
| 5.                               | 30 juli 2011      | ATP Umag           | Gravel        | Marin Čilić          | Simone Bolelli Fabio Fognini           | 3-6, 7-5, [7-10]    | Details |
| gewonnen challengers herendubbel |                   |                    |               |                      |                                        |                     |         |
| 1.                               | 20 juni 1999      | Zagreb             | Gravel        | Ivan Ljubičić        | Jerome Hanquez Regis Lavergne          | 6-3, 6-0            |         |
| 2.                               | 13 augustus 2000  | Toljatti           | Hardcourt     | Dusan Vemic          | Ion Moldovan Yuri Schukin              | 6-4, 6-4            |         |
| 3.                               | 9 september 2001  | Brașov             | Gravel        | Amir Hadad           | Ben Ellwood Kalle Flygt                | 6-1, 4-6, 6-4       |         |
| 4.                               | 10 februari 2002  | Belgrado           | Tapijt (i)    | Dusan Vemic          | Jaroslav Levinský Tomas Zib            | Walk-over           |         |
| 5.                               | 22 september 2002 | Istanbul           | Hardcourt     | Aleksandar Kitinov   | Noam Behr Tomas Zib                    | 4-6, 6-4, 6-2       |         |
| 6.                               | 10 november 2002  | Eckental           | Tapijt (i)    | Yves Allegro         | Philipp Petzschner Simon Stadler       | 4-6, 7-6, 6-4       |         |
| 7.                               | 17 november 2002  | Helsinki           | Hardcourt (i) | Mario Ančić          | Aleksandar Kitinov Jim Thomas          | 7-6(6), 4-6, 6-3    |         |
| 8.                               | 23 februari 2003  | Andrézieux         | Hardcourt (i) | David Škoch          | Stephen Huss Jeff Tarango              | 7-6(4), 0-6, 6-3    |         |
| 9.                               | 13 juni 2004      | Weiden             | Gravel        | Janko Tipsarević     | Mariano Delfino Patricio Rudi          | 6-4, 7-6(6)         |         |
| 10.                              | 3 oktober 2004    | Grenoble           | Hardcourt (i) | Uros Vico            | Michael Berrer Razvan Sabau            | 6-2, 6-4            |         |
| 11.                              | 5 juni 2005       | Ljubljana          | Gravel        | Paul Baccanello      | Andrew Derer Joseph Sirianni           | 6-3, 6-3            |         |
| 12.                              | 31 juli 2005      | Recanati           | Hardcourt     | Uros Vico            | Farrukh Dustov Evgeny Korolev          | 7-6(2), 4-3, opgave |         |
| 13.                              | 14 augustus 2005  | Pamplona           | Hardcourt     | Aisam-ul-Haq Qureshi | James Auckland Daniel Kiernan          | 2-6, 6-3, 6-4       |         |
| 14.                              | 23 april 2006     | Chiasso            | Gravel        | Leonardo Azzaro      | Amir Hadad Roko Karanušić              | 6-2, 7-5            |         |
| 15.                              | 20 augustus 2006  | Cordenons          | Gravel        | Francesco Aldi       | Marco Crugnola Marco Pedrini           | 6-4, 6-3            |         |
| 16.                              | 8 oktober 2006    | Bergen             | Hardcourt (i) | Jean-Claude Scherrer | Jordan Kerr David Škoch                | 6-2, 6-4            |         |
| 17.                              | 9 september 2007  | Alphen aan de Rijn | Gravel        | Leonardo Azzaro      | Jérémy Chardy Predrag Rusevski         | 6-3, 6-3            |         |
| 18.                              | 18 november 2007  | Dnipro             | Hardcourt (i) | Christopher Kas      | Rohan Bopanna Chris Haggard            | 7-6(5), 6-2         |         |
| 19.                              | 14 september 2008 | Orléans            | Hardcourt (i) | Serhij Stachovsky    | Jean-Claude Scherrer Igor Zelenay      | 7-6(7), 6-4         |         |
| 20.                              | 5 oktober 2008    | Bergen             | Hardcourt (i) | Michal Mertiňák      | Yves Allegro Horia Tecău               | 7-5, 6-3            |         |
| 21.                              | 18 oktober 2009   | Rennes             | Hardcourt (i) | Eric Butorac         | Kevin Anderson Dominik Hrbatý          | 6-4, 3-6, [10-6]    |         |
| 22.                              | 18 april 2010     | Johannesburg       | Hardcourt     | Nicolas Mahut        | Raven Klaasen Izak van der Merwe       | 6-2, 6-2            |         |
| 23.                              | 30 mei 2010       | Alessandria        | Gravel        | Ivan Dodig           | Marco Crugnola Daniel Muñoz de la Nava | 6-4, 6-4            |         |

## Prestatietabellen
| Legenda | Legenda                          |
| ------- | -------------------------------- |
| g.t.    | geen toernooi gehouden           |
| l.c.    | lagere categorie                 |
| –       | niet deelgenomen                 |
| G       | uitgeschakeld in de groepsfase   |
| 1R      | uitgeschakeld in de eerste ronde |
| 2R      | uitgeschakeld in de tweede ronde |
| 3R      | uitgeschakeld in de derde ronde  |
| 4R      | uitgeschakeld in de vierde ronde |
| KF      | uitgeschakeld in de kwartfinale  |
| HF      | uitgeschakeld in de halve finale |
| F       | de finale verloren               |
| W       | het toernooi gewonnen            |
| w-v     | winst/verlies-balans             |

### Prestatietabel dubbelspel
| Toernooi        | 2002 | 2003 | 2004 | 2005 | 2006 | 2007 | 2008 | 2009 | 2010 | 2011 |
| --------------- | ---- | ---- | ---- | ---- | ---- | ---- | ---- | ---- | ---- | ---- |
| Australian Open | –    | –    | –    | –    | –    | 1R   | 1R   | 1R   | –    | 1R   |
| Roland Garros   | 1R   | –    | –    | –    | 1R   | –    | 1R   | 1R   | –    | –    |
| Wimbledon       | 2R   | 1R   | –    | –    | 1R   | –    | 1R   | 1R   | –    | 1R   |
| US Open         | 1R   | –    | –    | –    | –    | –    | 3R   | 1R   | –    | –    |